# La Vinh Hoàn
La Vinh Hoàn (giản thể: 罗荣桓; phồn thể: 羅榮桓; bính âm: Luó Rónghuán; Wade-Giles: Lo Jung-huan; 26 tháng 11 năm 1902 – 16 tháng 12 năm 1963) là một trong mười vị nguyên soái nổi tiếng của Quân Giải phóng Nhân dân Trung Quốc. La Vinh Hoàn sinh tại một làng thuộc huyện Hoành Sơn, tỉnh Hồ Nam, Trung Quốc. Ông gia nhập Đảng Cộng sản Trung Quốc tháng 4 năm 1927. Trong thời kỳ Trường Chinh, ông làm chỉ huy lực lượng an ninh.
Ông là Chủ nhiệm Tổng cục Chính trị Quân giải phóng, và được phong hàm Nguyên soái cùng với 9 quân nhân khác trong một đợt phong nguyên soái duy nhất vào ngày 23 tháng 9 năm 1955. Ông là ủy viên Bộ Chính trị Trung ương Đảng Cộng sản Trung Quốc khóa VIII cho tới khi mất (1956-1963).